# Закон за задължителното депозиране на печатни и други произведения
Закона за задължителното депозиране на печатни и други произведения е приет от XXXVIII Народно събрание на 15 декември 2000 г. и влиза в сила на 1 януари 2001 г.
Законът има за цел да съхрани българското културно наследство и да осигури обществен достъп до депозираните произведения. Освен това той прави възможно изготвянето на национална библиографска и статистическа информация.
Задължава се депозирането на следните обекти:
| Депозирани обекти                                   | Къде се депозира                                                     |
| --------------------------------------------------- | -------------------------------------------------------------------- |
| печатни произведения                                | Национална библиотека „Св. св. Кирил и Методий“                      |
| дисертационни и хабилитационни трудове              | Национална библиотека „Св. св. Кирил и Методий“                      |
| произведения на филмов носител (не включва филмите) | Национална библиотека „Св. св. Кирил и Методий“                      |
| дигитални произведения                              | Национална библиотека „Св. св. Кирил и Методий“                      |
| филми                                               | Национална филмотека                                                 |
| звукозаписи                                         | Национална фонотека                                                  |
| ордени, медали, гербове, значки и плакети           | Национален исторически музей                                         |
| български банкноти и монети                         | Национален исторически музей                                         |
| български пощенски марки                            | Министерство на транспорта, информационните технологии и съобщенията |

Изброените обекти подлежат на депозиране при условие че са масово тиражирани и са произведение на българин или са предназначени за употреба в България.